# میروسلاو رادولیتسا
میروسلاو رادولیتسا (صربی: Мирослав Радуљица، زاده ۵ ژانویه ۱۹۸۸) بازیکن بسکتبال اهل صربستان است.
وی سابقه عضویت در تیم‌هایی همچون افس پیلسن، آلبا برلین، پارتیزان، میلواکی باکس، پاناتینایکوس و المپیا میلان اشاره کرد.